# Vellamcode
Vellamcode es una  ciudad censal situada en el distrito de Kanyakumari en el estado de Tamil Nadu (India). Su población es de 12715 habitantes (2011). Se encuentra a 40 km de Thiruvananthapuram y a 71 km de Tirunelveli. 

## Demografía
Según el censo de 2011 la población de Vellamcode era de 12715 habitantes, de los cuales 6256 eran hombres y 6459 eran mujeres. Vellamcode tiene una tasa media de alfabetización del 89,21%, superior a la media estatal del 80,09%: la alfabetización masculina es del 91,63%, y la alfabetización femenina del 86,89%.